# Bonn
Informații suplimentare: Bonn (district urban)
Bonn este un oraș din Germania, situat pe malul fluviului Rin, în sudul landului Renania de Nord-Westfalia. Cu 318.809 de locuitori (conform recensământului din data de 31.XII.2015), este unul dintre 20 cele mai mari orașe din Germania. Între 1949-1990 a fost capitala provizorie a RFG-ului și, până în anul 1999, sediul parlamentului si guvernului Germaniei. Important centru universitar și cultural (teatre, operă, mai multe muzee, printre care și muzeul memorial "Ludwig van Beethoven" sau Muzeul de științe naturale "Koenig").
Orașul are un trecut istoric de peste 2.000 de ani, fiind la început o așezare germano-romană. Între anii 1597-1794 a fost rezidență a prinților din Köln, în anul 1770 se naște aici marele compozitor Ludwig van Beethoven. În secolul al XIX-lea Universitatea din Bonn a devenit una dintre cele mai importante universități germane. Universitatea a fost fondată de regele prusac Friedrich Wilhelm al III-lea, în perioada corespunzătoare idealismului și iluminismului german. Tradiția lui Humbold, anume de a combina cercetarea și studiul, este păstrată și astăzi la universitate. Sociologul și personalitatea controversată, Karl Marx a studiat la această universitate. După mutarea Parlamentului german la Berlin, rămân șase ministere care au al doilea sediu în Bonn.

## Geografie
Bonn este situat în zona de trecere a Masivul Șistos Renan spre Depresiunea Rinului Inferior. Orașul se întinde pe ambele maluri ale Rinului, pe o suprafață de 141,2 km², din această suprafață 3/4 este ocupată de orașul de pe malul stâng al fluviului. 
La sud și vest de Bonn se întinde regiunea Eifel cu parcul natural "Rheinland", la nord de oraș curge Rinul continuat cu Kölner Bucht. Râul Sieg limitează la granița de nord-est a orașului, iar la est sud-est se înalță munții Siebengebirge, care despart Bonn-ul de Westerwald.
Lungimea cea mai mare a orașului este de 15 km pe direcția nord-sud, iar pe direcția est-vest are numai 12,5 km, având perimetrul de 61 km.
Punctul cel mai înalt din Bonn se află pe Paffelsberg (194,8 m) (din Bonn-Beuel), iar punctul cel mai jos fiind pe limba de pământ „Kemper Werth” (45,6 m), care e situat la vărsarea Sieg-ului în Rin.

## Localități învecinate
Localitățile învecinate enumărate, în sensul acelor de ceasornic, începând din nord: 
Niederkassel, Troisdorf, Sankt Augustin, Königswinter, Bad Honnef, Remagen, Wachtberg, Meckenheim (Rheinland), Alfter și Bornheim (Rheinland).

## Impărțirea administrativă

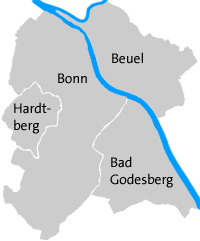
Împărțirea administrativă

- sectorul Bad Godesberg: Alt-Godesberg, Friesdorf, Godesberg-Nord, Godesberg-Villenviertel, Heiderhof, Hochkreuz, Lannesdorf, Mehlem, Muffendorf, Pennenfeld, Plittersdorf, Rüngsdorf, Schweinheim
- sectorul Beuel: Beuel-Mitte, Beuel-Ost, Geislar, Hoholz, Holtorf, Holzlar, Küdinghoven, Limperich, Oberkassel, Pützchen/Bechlinghoven, Ramersdorf, Schwarzrheindorf/Vilich-Rheindorf, Vilich, Vilich-Müldorf
- sectorul Bonn: Auerberg, Bonn-Castell (până în 2003: Bonn-Nord), Bonn-Zentrum, Buschdorf, Dottendorf, Dransdorf, Endenich, Graurheindorf, Gronau, Ippendorf, Kessenich, Lessenich/Meßdorf, Nordstadt, Poppelsdorf, Röttgen, Südstadt, Tannenbusch, Ückesdorf, Venusberg, Weststadt
- sectorul Hardtberg: Brüser Berg, Duisdorf, Hardthöhe, Lengsdorf

## Cultură - atracții turistice
- Cimitirul vechi din Bonn
- Mehlem

### Construcții
În piața din centrul orașului se află „Alte Rathaus” (Primăria veche), clădită în stil Rococo în anul 1737, un adevărat simbol reprezentativ al orașului. În apropiere se află „Kölner Kurfürsten” (Rezidența prinților și episcopilor din Köln), „Kurfürstliche Schloss” (Castelul princiar), azi fiind Universitatea din Bonn. „Aleea Poppelsdorf”, o alee cu castani, leagă „Castelul princiar" cu „Castelul Poppelsdorf”, care era loc de odihnă a prinților.

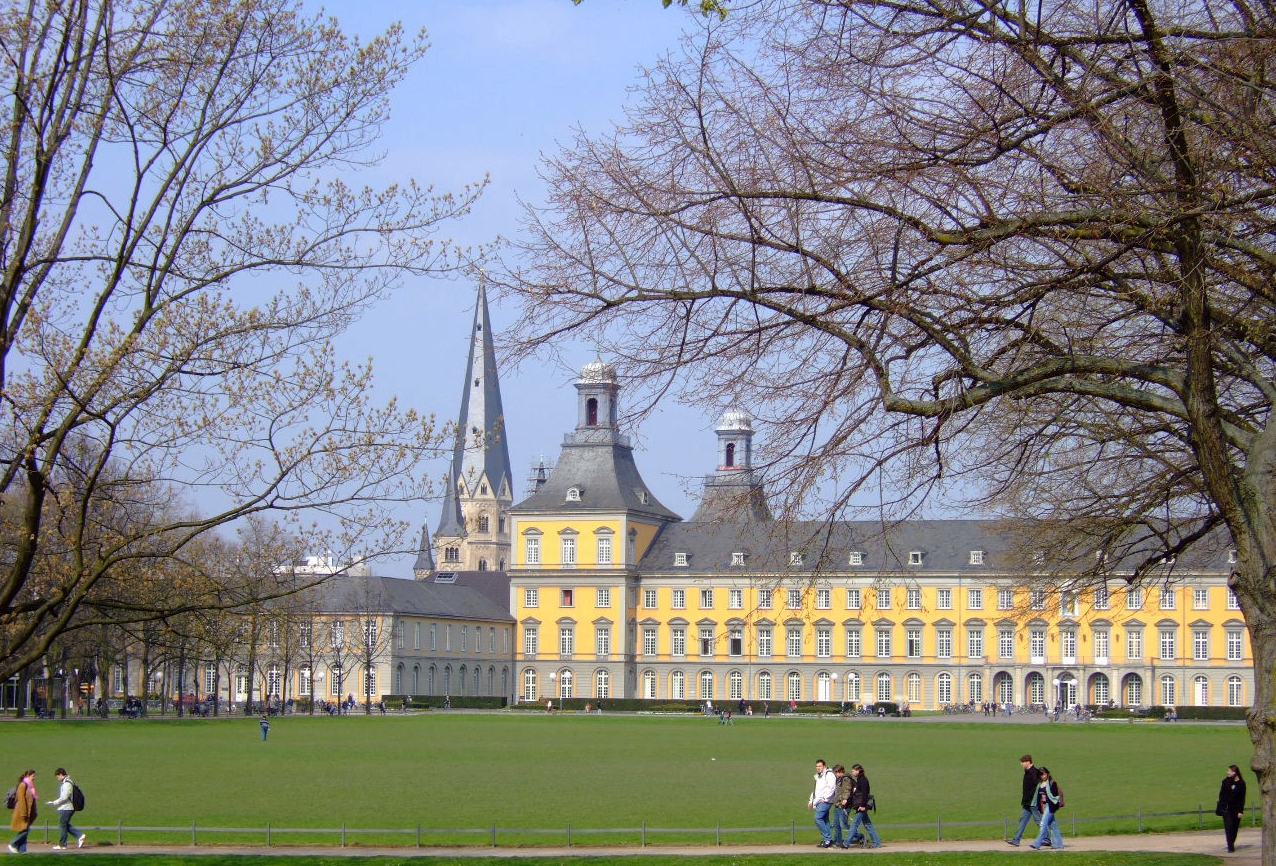
Universitatea în spatele turnului bisericii "Münster"

 Cele trei clădiri mai înalte din oraș sunt „Turnul de televiziunii WDR” de pe muntele Venusberg (180 m), Post Tower ("Turnul Poștei") [162,5 m] și „Langer Eugen“ (Eugen cel Lung) [114,7 m], ultima purtând numele ministrului care a inițiat construcția clădirii. Biserica Mănăstirii din Bonn („Bonner Münster”, 81,4 m) este cea mai înaltă clădire de pe piața centrală, iar biserica „Remigius”, în care a fost botezat Ludwig van Beethoven. Mai sunt biserica "Sf. Clement" din cartierul „Schwarzrheindorf/Vilich-Rheindorf”, clădită în stil romanic în anul 1151, și bisericile „Kreuzberg-Kirche”, „Sf. Ciprian”. O serie de personalități istorice, ca mama lui Beethoven sau Robert și Clara Schumann, au mormântul în „Alter Friedhof” (Cimitirul vechi din Bonn). Alte locuri de vizitat: „Alte Zoll“ (Vama veche), Bastionul (secolul al XV-lea), turnul astronomic „Sterntor” (1244), Godesburg, care datează din timpul francilor.

## Galerie de imagini

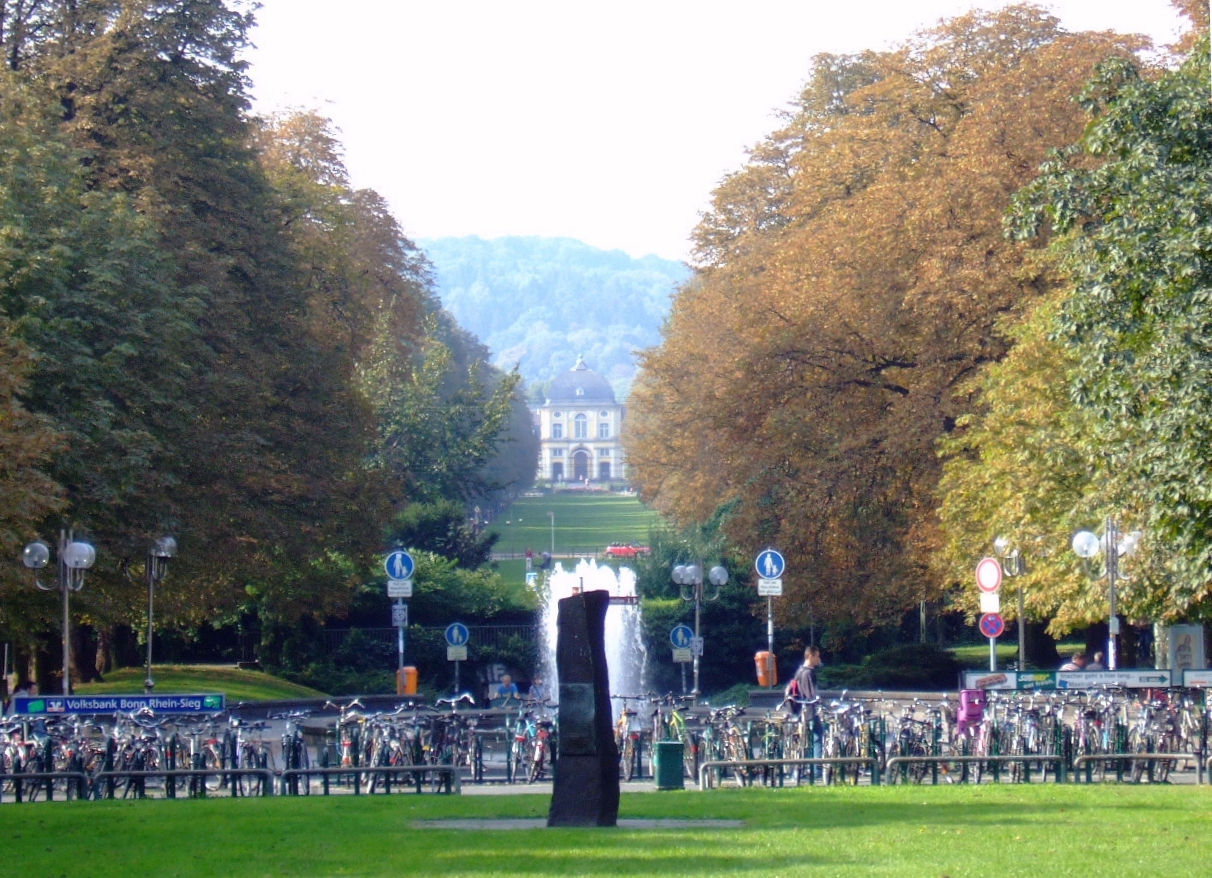
Aleea Poppelsdorf
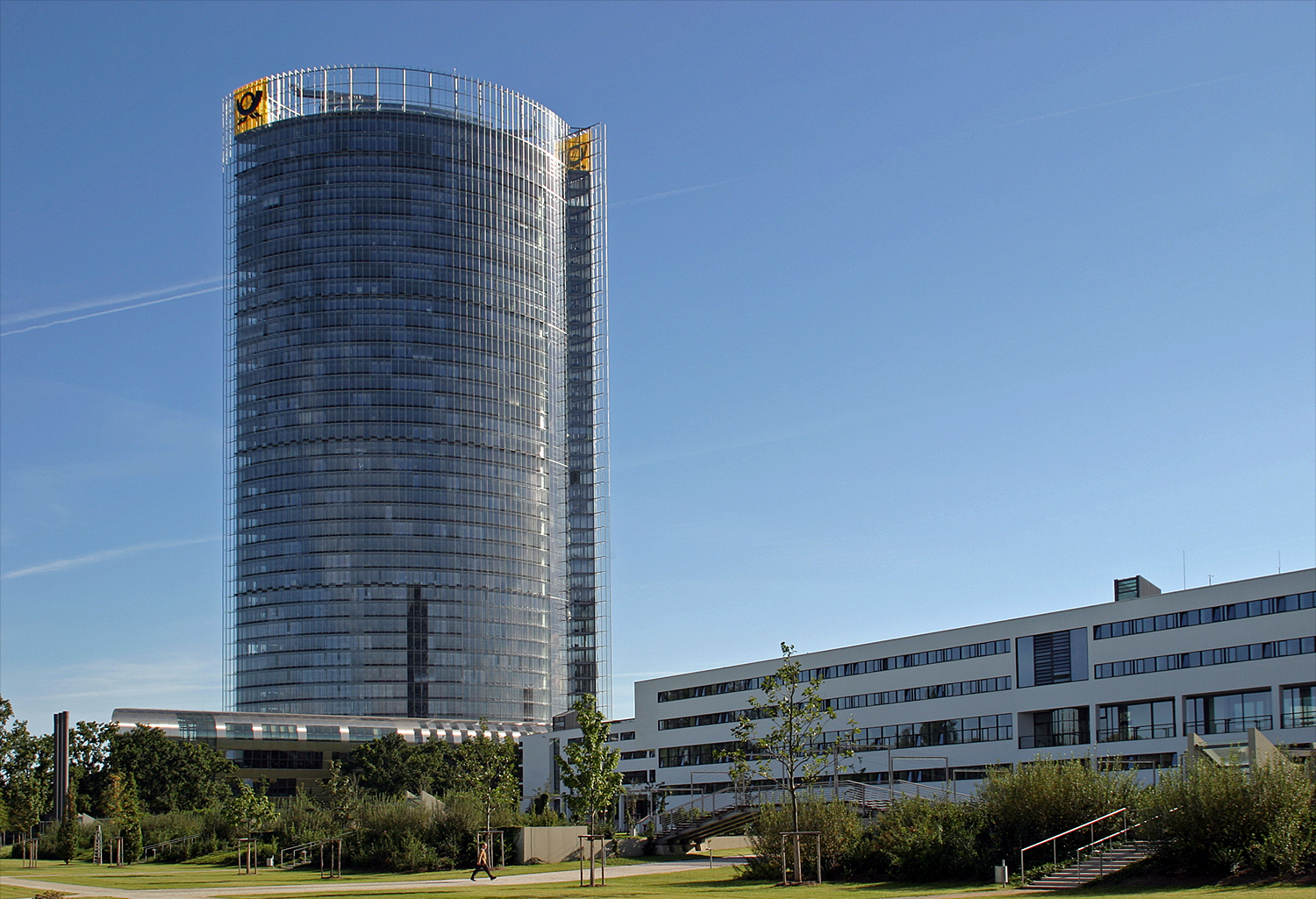
Turnul Poștei
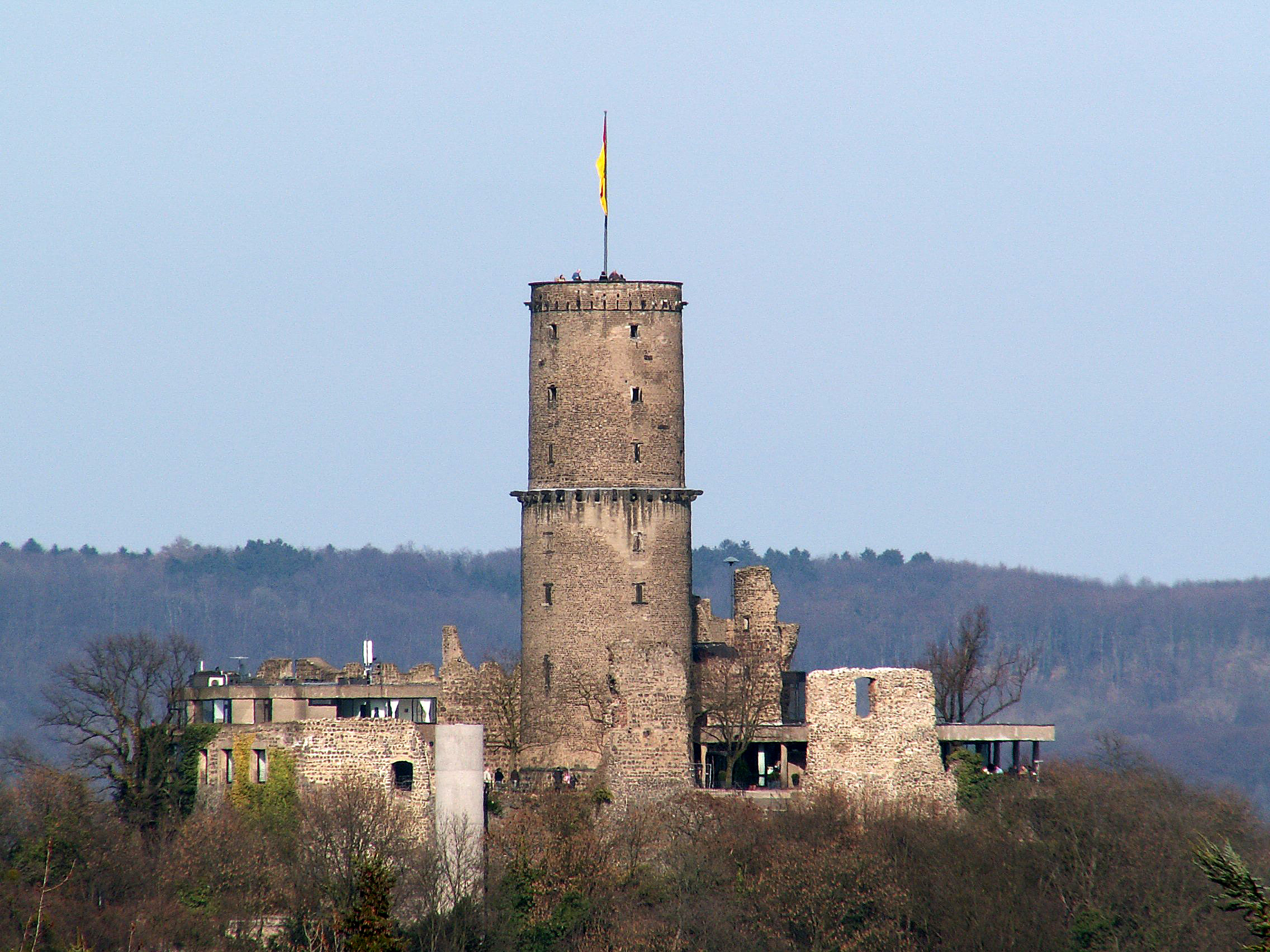
Godesburg
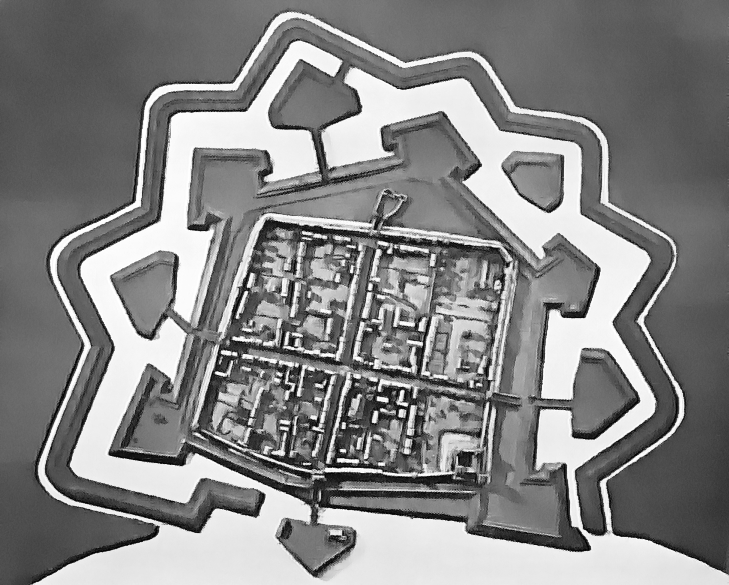
Bastionul vechi